# ヴヤディン・ボシュコヴ
- ヴヤディン・ボシュコフ
- ブヤディン・ボスコフ

ヴヤディン・ボシュコヴ（Vujadin Boškov、1931年5月16日 - 2014年4月27日）は、セルビア出身のサッカー選手、サッカー指導者。ボスコフと表記されることも多い。

## 来歴
選手としてユーゴスラビア代表として1954年と1958年のワールドカップに2度出場し、主将なども務めた。
指導者としてはスイス、オランダ、イタリア、スペインなどあらゆる国で指揮し華々しい成績を残している。フェイエノールト、レアル・マドリード、サンプドリア、ローマ、ナポリなど強豪チームを指揮し、レアル・マドリードでは1979年、1980年、サンプドリア時代には1990年、1991年のリーグ優勝が最大の業績。
特にサンプドリア時代は1992年、現UEFAチャンピオンズリーグの前身であるチャンピオンズカップにおいて、チームを決勝に導いた。
EURO2000のユーゴスラビア代表監督を最後に監督業を引退。ユーゴスラビア全時代を通じて最も成功した監督の一人といわれている。
2014年4月27日死去。82歳没。

## 所属クラブ

### 選手
- 1946-1960  ヴォイヴォディナ
- 1961-1962  サンプドリア
- 1962-1964  ヤングボーイズ

### 監督
- 1962-1964  ヤングボーイズ (選手兼コーチ)
- 1964-1971  ヴォイヴォディナ
- 1971-1973  ユーゴスラビア代表 (共同)
- 1974-1976  デン・ハーグ
- 1976-1978  フェイエノールト
- 1978-1979  レアル・サラゴサ
- 1979-1982  レアル・マドリード
- 1983-1984  スポルティング・デ・ヒホン
- 1984-1986  アスコリ・カルチョ
- 1986-1992  サンプドリア
- 1992-1993  ASローマ
- 1994-1996  ナポリ
- 1996-1997  セルベットFC
- 1998-1999  サンプドリア
- 1999  ペルージャ
- 1999-2000  ユーゴスラビア代表
- 2001  ユーゴスラビア代表 (共同)